# Budismo en Rusia

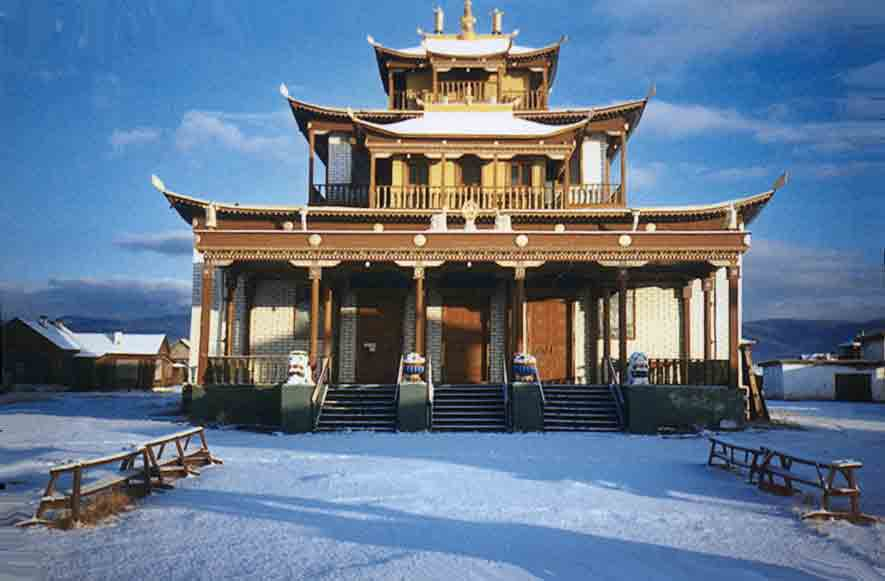
Monasterio de Ivolga.

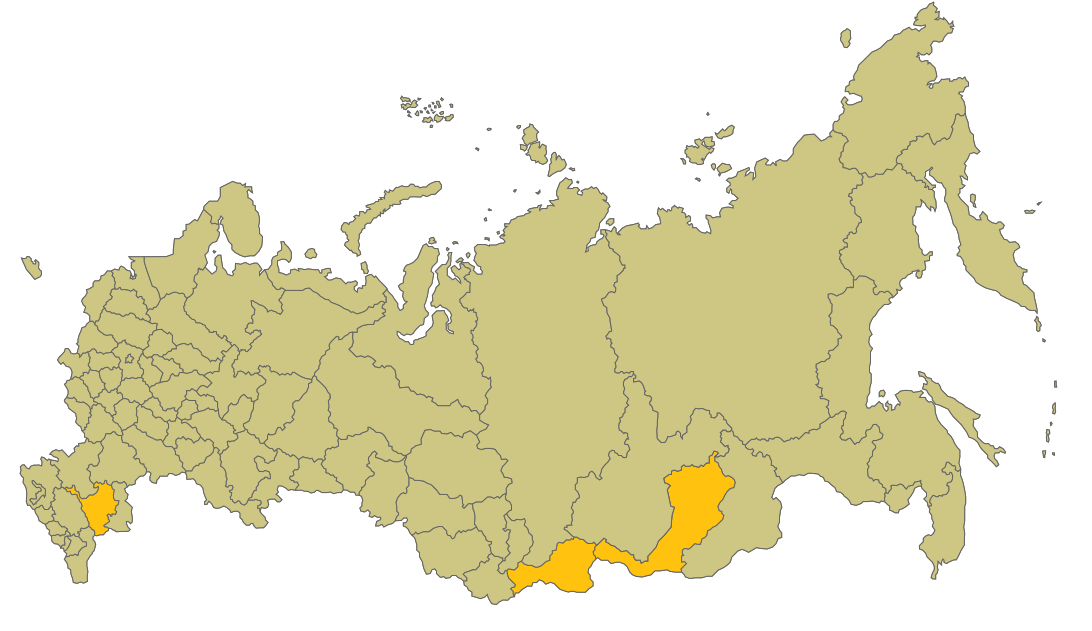
Las áreas en Rusia con una mayoría budista.

El budismo es la tercera religión de Rusia en número de adherentes, y es la mayoritaria en las repúblicas de Buriatia, Kalmukia y Tuvá. Es junto con la Iglesia Ortodoxa Rusa, el Islam y el judaísmo una de las cuatro religiones reconocidas por la ley de la Federación Rusa como tradicionales. La mayoría de los budistas rusos son de origen mongol y, por ende, seguidores del budismo mongol, que es en realidad una forma de budismo tibetano, por lo cual los lamas rusos están teóricamente bajo la autoridad del Jebtsundamba Kutuktu, máximo líder del lamaísmo mongol designado por el dalái lama, aunque es la Sangha Tradicional Budista Rusa la principal organización del budismo ruso, cuya presidencia es ejercida por la Junta Central Budista con sede en el Ivolginski Datsan en Buriatia. Su actual presidente es el lama Jambo-Lama Munko Tsybikov. La tradición lamaísta mayoritaria es la Gelug.
El budismo tibetano llegó a Rusia por primera vez a través de lamas tibetanos y mongoles que llegaron a las costas orientales del Lago Baikal en el siglo XVII. Por esta época se convertiría en la religión predominante de Tuvá, y sería traído consigo por los inmigrantes calmucos que dejaron China. Aunque fue generalmente tolerado durante el régimen zarista, fue perseguido brutalmente por la Unión Soviética de Stalin. En 1993 se le declaró una de las religiones tradicionales de Rusia. Los lamas rusos, que suelen ser formados en Nepal y Mongolia, en muchos casos se casan y sus familias viven en los monasterios rusos llamados Datsan.
Su Santidad el dalái lama visitó Rusia en el 2004 (la visa le fue denegada previamente por presiones de China).
Kirsán Iliumzhínov, ajedrecista y político ruso, quien es el actual presidente de Kalmukia y de la Federación Internacional de Ajedrez es budista.
Como dato curioso, el actor estadounidense Steven Seagal fue recibido con honores en su visita a Kalmukia, donde compartió con Iliumzhínov. Seagal es un practicante del budismo tibetano (mayoritario en Kalmukia) y reconocido como la reencarnación de un antiguo lama. 

## Budistas rusos
- Agvan Dorzhiev también Agvan Dorjiev or Dorjieff o Agvaandorj (1853–1938), fue un monje nacido en Rusia de la escuela Gelug de budismo tibetano, a veces llamado Tsenyi Khenpo por su título académico. Fue conocido popularmente como el Sokpo Tsеnshab Ngawang Lobsang (literalmente Tsenshab Ngavang Lobsang de Mongolia) por los tibetanos.[1]
- Kirsán Iliumzhínov, nacido en Elistá el 5 de abril de 1962, es un ajedrecista, militar, político y multimillonario ruso, de religión budista, fue presidente de la Federación Internacional de Ajedrez entre noviembre de 1995 y 3 de octubre de 2018. Fue presidente de Kalmukia entre 1993 y 2010.